# Friande (Felgueiras)
Friande es una freguesia portuguesa del concelho de Felgueiras, con 3,30 km² de superficie y 1.664 habitantes (2001). Su densidad de población es de 504,2 hab/km².